# シャルル1世・ド・ブルボン (ルーアン大司教)
シャルル1世・ド・ブルボン（仏: Charles Ier de Bourbon、1523年9月22日 - 1590年5月9日）は、ヴァロワ朝末期からブルボン朝最初期にかけてのブルボン家の人物で、ヴァンドーム公シャルル・ド・ブルボンとフランソワーズ・ダランソンの子の一人。ヴァンドーム公およびナバラ王アントワーヌ・ド・ブルボンの弟であり、その息子フランス王アンリ4世の叔父に当たる。

## 経歴
1548年に枢機卿となる。ルーアン大司教（1550年 - 1590年）など、その他様々な司教位に就き、カトリックの聖職者としての道を歩んだ。1589年のヴァロワ朝断絶後、カトリック同盟の貴族はプロテスタントであったアンリ4世の即位を認めず、枢機卿シャルルを対立王「シャルル10世」として擁立したが、翌1590年にシャルルは死去した。
のちに末弟でプロテスタント派の首領であったコンデ公ルイ1世の子シャルルが、ブルボン枢機卿およびルーアン大司教の地位に就いている。